# 넥서스 6
넥서스 6(Nexus 6, 코드네임 샤무)는 모토로라 모빌리티와 구글이 공동 개발한 안드로이드 스마트폰이다. 넥서스 5의 후속 기종으로, 구글이 판매하고 주문자 상표 부착 생산 파트너가 제작하는 안드로이드 제품군인 구글 넥서스 시리즈의 여섯 번째 스마트폰이다. 넥서스 6는 2014년 10월 16일 공개되었으며, 10월 말부터 출시를 예정하였다.
넥서스 6는 모토로라 모토 X (2014년)와 디자인적으로 동일하며, 하드웨어는 스냅드래곤 SoC와 5.9인치 WQHD 디스플레이다. 또한, 넥서스 6는 안드로이드 5.0 버전을 적용한 첫 번째 기기이다.

## 사양

### 하드웨어
넥서스 6는 기존 구글에서 디자인한 넥서스와는 다르게 구글에서 디자인한 제품이 아닌 모토로라 모빌리티측의 디자인을 채택하였다. 외부색상은 미드나잇블루, 화이트 두 가지가 있다.
넥서스 6는 이전 기종과 동일하게 마이크로SD 카드 슬롯이 없으며, 멀티컬러 LED 알림등이 달려 있으나 제한된 설정으로 현재는 사용이 불가능하다.
Qi 표준을 따르는 무선충전기를 사용하여 충전할 수 있다.

### 소프트웨어
넥서스 6는 가장 처음으로 안드로이드 5.0 "롤리팝"을 적용한 안드로이드 기기이다. 롤리팝은 안드로이드 최초로 '메테리얼 디자인'을 채택하였고, 런타임을 ART사용, 구글월렛 강화, 그 밖에 새롭고 향상된 기능들이 특징이다.
또한, 기기에는 넥서스 5와 동일하게 구글 나우 런처가 포함되어 있다. 각 페이지에서 사용자가 빠르게 구글 나우에 접근할 수 있도록 기존 버전보다 향상된 경험을 위하여 홈 화면을 재설계했으며, 홈 스크린에서 음성 명령으로 음성 검색을 활성화할 수 있다.

## 알려진 문제
- AT&T 통신사 전용으로 출시된 모델에서 부팅시 검정화면 상태에서 멈추는 현상이 발생하였다. AT&T는 이 모델을 교체할 것이라 밝혔다.[8]
- 스프린트 (통신사) 유심을 사용할 경우 전화수신에 오류 현상이 발생하였다.[9]
- 디스플레이에서 몇 번의 사용만으로 번인이 발생하는 신고가 접수되어 논란이 있다.[10]

## 반응
GSM 아레나는 "넥서스 6의 예약주문 결과 순식간에 전량이 완판됐다"를 언급하며 모든 색상 및 저장 용량별 모델의 재고가 완전히 소진된 훌륭한 제품이라고 평가하였다.. 또한 CNET은 넥서스 6 리뷰에서 "별 5개 중 4개"를 주며, 'Excellent' 등급으로 평가하였다. CNET은 장점으로 오래가는 배터리 사용시간, 빠른 설정, 통화품질 등을 언급하였으며, 단점으로 경쟁제품 삼성 갤럭시 노트 4에 비해 카메라가 떨어지는 점, 크기가 큰 스마트폰은 개인의 취향이 반영되는 점 등을 지적하였다.

## 변종

### 주파수
| 제품 번호    | XT1103 | XT1100                                                                                             |
| ------------ | --- | -------------------------------------------------------------------------------------------------- |
| 국가         | 북미 | 글로벌 모델                                                                                        |
| GSM （2G）   | 850/900/1800/1900 MHz | 850/900/1800/1900 MHz                                                                              |
| CDMA （3G）  | 800(B0)/1900(B14)MHz | 없음                                                                                               |
| UMTS （3G）  | 850(B5)/900(B8)/1700/2100(B4)/1900(B2)/ 2100(B1)MHz                                                                           | 800(B6)/850(B5)/900(B8)/1700/2100(B4)/1900(B2)/ 2100(B1)/800(B19)MHz                               |
| LTE （3.9G） | 700(B17)/700(B29)/850(B5)/700(B13)/1700/2100(B4)/ 1800 (B3)/2600(B7)/1900(B2)/1900 (B25)/700(B12)/ 800(B26)/2500(B41)MHz      | 2100(B1)/850 (B5)/1800(B3)/2600(B7)/900(B8)/ 1700/1800(B9)/800(B20)/800(B19)/2500(B41)/700(B28)MHz |
| CA （4G）    | 1900(B2)-700(B13)/1900(B2)-700(B17)/1900(B2)-700(B29)/ 2100(B4)-850(B5)/2100(B4)-700(B13)/2100(B4)-700(B17)/2100(B4)-700(B29) | 1800(B3)-850(B5)/1800(B3)-900(B8)                                                                  |
| SoC          | 퀄컴 스냅드래곤 805 APQ8084 （2.7 GHz 쿼드코어）                                                                              | 퀄컴 스냅드래곤 805 APQ8084 （2.7 GHz 쿼드코어）                                                   |
| RAM          | 3GB | 3GB                                                                                                |
| ROM          | 32/64GB | 32/64GB                                                                                            |
| OS           | 안드로이드 5.0 롤리팝 | 안드로이드 5.0 롤리팝                                                                              |

### 모토 X 프로
모토로라 모빌리티는 뒷면 '넥서스'로고를 지운 모토로라 모토 X 프로(영어: Motorola Moto X Pro XT1040)를 출시했다. 중화인민공화국에서는 구글서비스가 불가능하여 모두 바이두서비스로 대체 후 출시하였다.

## 대한민국 출시
- 구글의 한국법인 '구글코리아'에서는 제품출시에 관한 질문에 "아쉽게도 넥서스6은 국내 출시 계획이 없다"고 언급하여 출시논란이 마무리되었다.[14]

## 같이 보기
- 모토로라 모토 X (2014년)
- 넥서스 9